# Vladimir Myškin
Vladimir Semjonovič Myškin (* 19. června 1955, Kirovo-Čepeck, Rusko, SSSR) je bývalý sovětský hokejový brankář. Byl brankářem týmu HC Dynamo Moskva a sovětského národního hokejového týmu v 70. a 80. letech.

## Životopis
Během své kariéry v sovětské lize byl jedním z nejlepších brankářů. 11. února 1979 ho vybral trenér Viktor Tichonov na rozhodující utkání v Challenge Cupu proti výběru National Hockey League. Myškinovi se podařil shutout a Sověti vyhráli 6:0.
O pár měsíců později v roce 1980 vyhrál svůj první ze šesti titulů mistra světa a Evropy. Myškin nahradil Treťjaka po první třetině ve slavném zápase proti USA na ZOH v Lake Placid 1980. Tým USA vyhrál zápas 4-3, Sověti získali stříbro.
V roce 1981 byl členem týmu, který vyhrál Kanadský pohár (jediný případ, kdy Kanada nedokázala vyhrát turnaj).

Má bronzovou medaili z mistrovství světa 1985 a zlato z roku 1986 na domácím ledě v Moskvě.
Následující rok byl nahrazen mladšími brankáři. Dnes je Myškin trenérem brankářů v EV Zug.

## Úspěchy
- Stříbro na Zimních olympijských hrách 1980 v Lake Placid
- Zlato na Zimních olympijských hrách 1984 v Sarajevu
- 6x mistr světa
- Člen Ruské a sovětské hokejové síně slávy